# Nevena
Nevena nebo též Nevenka je ženské křestní jméno, četné zejména v Bulharsku a zemích bývalé Jugoslávie. Je slovanského původu, pochází z chorvatského slova neven, které označuje květinu měsíček. Podle chorvatského kalendáře slaví svátek 28. prosince.
Mužská podoba tohoto jména je Neven.

## Počet nositelek

### Nevena
V roce 2014 na světě žilo přibližně 19 336 nositelek jména Nevena, z nichž nejvíce žilo v Bulharsku, kde je 171. nejčastějším křestním jménem. V zemích bývalé Jugoslávie kromě Srbska se na rozdíl od jména Nevenka příliš často nevyskytuje.
| Stát                | Četnost | Pořadí |
| ------------------- | ------- | ------ |
| Bulharsko           | 8 823   | 171.   |
| Srbsko              | 5 813   | 243.   |
| Bosna a Hercegovina | 949     | 706.   |
| Severní Makedonie   | 870     | 469.   |
| Chorvatsko          | 844     | 558.   |
| Černá Hora          | 258     | 457.   |
| Slovinsko           | 130     | 1 230. |
| Kosovo              | 94      | 2 260. |

### Nevenka
Jméno Nevenka se vyskytuje častěji než Nevena – v roce 2014 na světě žilo přibližně 57 588 nositelek, nejvíce z nich v Chorvatsku, kde je 27. nejčastějším ženským jménem.
| Stát                | Četnost | Pořadí |
| ------------------- | ------- | ------ |
| Chorvatsko          | 17 733  | 56.    |
| Srbsko              | 14 883  | 101.   |
| Bosna a Hercegovina | 11 969  | 47.    |
| Slovinsko           | 4 262   | 157.   |
| Černá Hora          | 2 099   | 64.    |
| Bulharsko           | 1 730   | 574.   |
| Severní Makedonie   | 1 369   | 326.   |
| Kosovo              | 144     | 1 749. |

## Vývoj popularity
V současnosti je jméno Nevenka mezi novorozenými dívkami extrémně vzácné a ve většině případů bylo nahrazeno jménem Nevena. Nejvíce bylo jméno Nevenka v Chorvatsku populární před šedesátými léty 20. století, konkrétně v roce 1930, kdy jej dostalo 3,34 % nově narozených. Strmý pokles v oblibě jména začal od roku 1960, od roku 1990 se mezi novorozenci již téměř nevyskytuje. V roce 2013 popularita jména činila pouze 0,1 %.
Oproti tomu jméno Nevena je mnohem více běžné mezi mladou generací. Největší popularitu zažilo mezi 70. a 90. léty 20. století, v 21. století se řadí spíše mezi neobvyklá jména.

## Významné osobnosti

### Se jménem Nevena
- Nevena Božovićová – kosovská zpěvačka
- Nevena Bridgenová – britská operní zpěvačka srbského původu
- Nevena Coneva – bulharská zpěvačka
- Nevena Karanovićová – srbská politička
- Nevena Kokanovová – bulharská herečka

### Se jménem Nevenka
- Nevenka Bezić-Božanićová – chorvatská historička umění
- Nevenka Budimirová – chorvatská básnířka
- Nevenka Filipovićová – chorvatská herečka
- Nevenka Nekićová – chorvatská spisovatelka
- Nevenka Petricová – chorvatská chemička
- Nevenka Šainová – chorvatská herečka
- Nevenka Topalušićová – chorvatská vojenská zdravotní sestra